# Telfes im Stubai

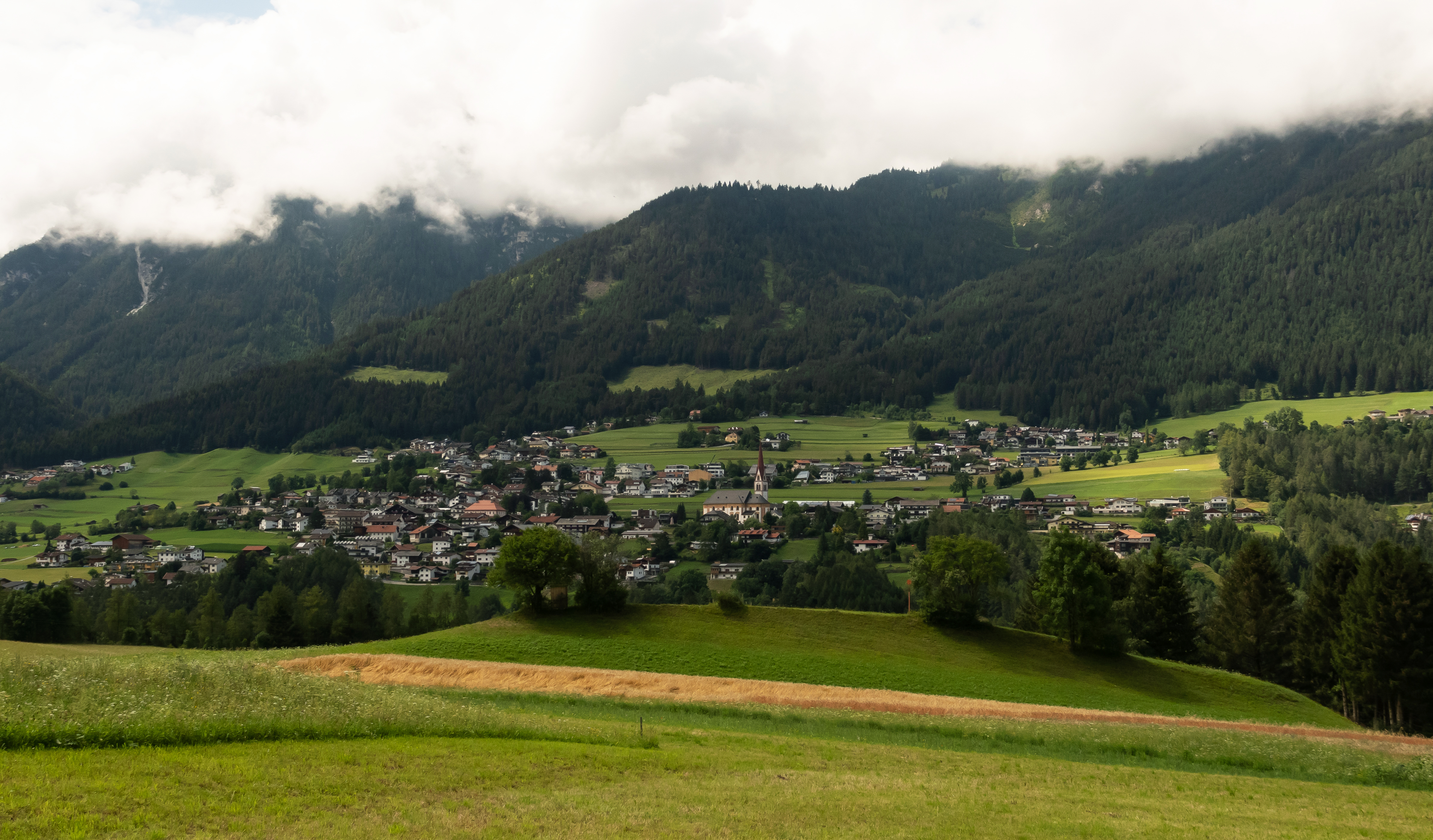
zicht op Telfes im Stubaital

Telfes im Stubai is een gemeente in het district Innsbruck Land van de Oostenrijkse deelstaat Tirol.
- Inwoneraantal: 1369 (2001)
- Oppervlakte: 27,4 km²
- Ligging: 987 m boven zeeniveau

Telfes ligt aan de ingang van het Stubaital, ten westen van Mieders en ten noorden van de Fulpmes. Het dorp ligt ongeveer 100 meter boven de rivier de Ruetz. Naast de hoofdkern bestaat de gemeente uit de kernen Gagers, Plöven, Kapfers en Luimes. Telfes heeft een station aan de Stubaitalspoorlijn tussen Innsbruck en Fulpmes. Het gemeentewapen van Telfes bestaat uit een zwarte, naar links kijkende lynx met rode tong op een goudkleurige achtergrond. De gemeente Freckenfeld in Duitsland is de partnergemeente van Telfes.

## Geschiedenis
Vondsten uit de bronstijd bewijzen dat Telfes al vele eeuwen wordt bewoond. De naam Telfes is afkomstig van het Indogermaanse tellevo, wat zoiets als vruchtbare grond betekent. Het dorp werd in 1133 voor het eerst als Telves vermeld. Hier was de rechtbank voor het Stubaital gevestigd, totdat deze in 1690 verplaatst werd naar Mieders. De geschiedenis van Telfes is sterk bepaald door de ijzerindustrie, zoals ook in de rest van het Stubaital.
Absam · Aldrans · Ampass · Axams · Baumkirchen · Birgitz · Ellbögen · Flaurling · Fritzens · Fulpmes · Gnadenwald · Götzens · Gries am Brenner · Gries im Sellrain · Grinzens · Gschnitz · Hall in Tirol · Hatting · Inzing · Kematen in Tirol · Kolsass · Kolsassberg · Lans · Leutasch · Matrei am Brenner · Mieders · Mils · Mutters · Natters · Navis · Neustift im Stubaital · Oberhofen im Inntal · Obernberg am Brenner · Oberperfuss · Patsch · Pettnau · Pfaffenhofen · Polling in Tirol · Ranggen · Reith bei Seefeld · Rinn · Rum · St. Sigmund im Sellrain · Scharnitz · Schmirn · Schönberg im Stubaital · Seefeld in Tirol · Sellrain · Sistrans · Steinach am Brenner · Telfes im Stubai · Telfs · Thaur · Trins · Tulfes · Unterperfuss · Vals · Völs · Volders · Wattenberg · Wattens · Wildermieming · Zirl
- Gemeinsame Normdatei: 4419241-1
- Virtual International Authority File: 239179549